# Брум (окръг, Ню Йорк)
Окръг Брум (на английски: Broome County) е окръг в щата Ню Йорк, Съединени американски щати. Площта му е 1852 km², а населението - 193 639 души (2017). Административен център е град Бингхамтън.